# Atherigona rushanensis
Atherigona rushanensis este o specie de muște din genul Atherigona, familia Muscidae, descrisă de Shinonaga și Huang în anul 2007.
Este endemică în Taiwan. Conform Catalogue of Life specia Atherigona rushanensis nu are subspecii cunoscute.